# Peloponnesischer Senat

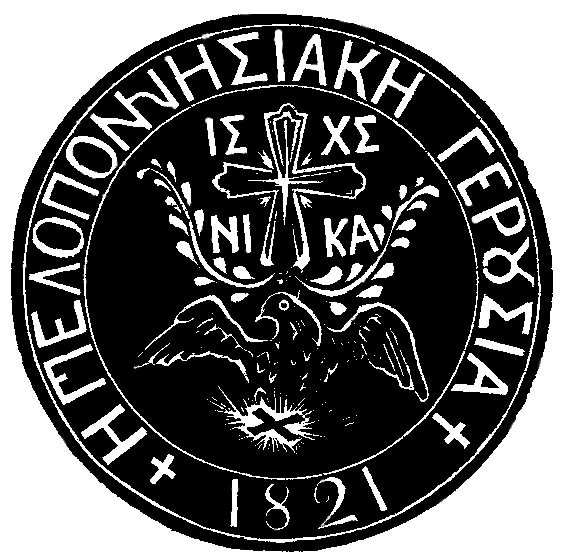
Siegel des Peloponnesischen Senats

Der Peloponnesische Senat (griechisch Πελοποννησιακή Γερουσία, Peloponnisiakí Gerousía) oder Senat des ganzen Volkes der Provinzen der Peloponnes (griechisch Γερουσία όλου του Δήμου των επαρχιών της Πελοποννήσου, Gerousía ólou tou Dímou ton Eparchión tis Peloponnísou), war ein Gremium, das zu Beginn des griechischen Unabhängigkeitskriegs provisorisch die Regierungsgewalt auf der Peloponnes übernahm.

## Geschichte
Am 25. März 1821, wenige Tage nach dem Ausbruch des griechischen Unabhängigkeitskriegs, versammelten sich die Aufständischen der südlichen Peloponnes, angeführt durch die Manioten, bei Kalamata und beriefen als erstes Regierungsorgan den Messenischen Senat.
Als sich der Aufstand in Griechenland verbreitete, lud der Anführer des Messenischen Senats, Petros Mavromichalis, gewöhnlich „Petrobey“ genannt, 34 Notabeln (Kotzabasiden) als Vertreter der ganzen Peloponnes zu einer Versammlung in das Kloster Kaltetza. Dort konstituierte sich am 26. Mai 1821 der „Senat des ganzen Volkes der Provinzen der Peloponnes“, allgemein bekannt als „Peloponnesischer Senat“ oder als „Senat von Kaltetza“ (Γερουσία των Καλτετζών) als provisorische Regierung der Revolutionäre der Peloponnes.
Seine Mitglieder waren nicht gewählte Repräsentanten, sondern Notabeln und einige Kirchenführer und Militärs.

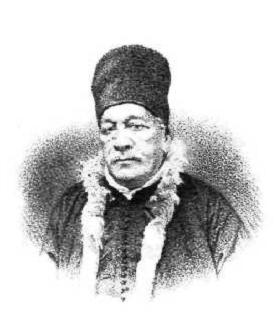
Rigas Palamidis

Als Vorsitzender wurde Theodoritos II., Bischof von Vresthena, gewählt. Theodoritos, geboren 1787 in Nemnitsa (heute Methydrio) in Arkadien, war seit 1813 Bischof von Vresthena; er war bereits vorher als Anhänger der Filiki Eteria für die Sache der griechischen Unabhängigkeit aktiv. Als Sekretär des Senats fungierte Rigas Palamidis, der später zu den wichtigsten Politikern des griechischen Staates zählte.
Der Peloponnesische Senat war als sowohl legislatives als auch exekutives Organ tätig.
Am 27. Mai 1821 verlegte der Senat seinen Sitz in das Chrysopigi Kloster in Stemnitsa.
Schnell entstand jedoch eine Konkurrenz zwischen dem Senat und Dimitrios Ypsilantis, der als Repräsentant seines Bruders Alexander Ypsilantis in Griechenland die Führungsrolle beanspruchte und die Legitimation der im Senat vertretenen Notabeln (Kotzabasiden) anzweifelte.  Nur widerwillig akzeptierte der Senat zunächst Dimitrios Ypsilantis als Oberbefehlshaber. Die Auseinandersetzungen um den Führungsanspruch Ypsilantis‘, der Unterstützung vor allem bei einfachen Bauern fand und sich auf die militärischen Verbände der Armatolen stützte, wurden erbittert ausgetragen und ließen den Aufbau einer zivilen Verwaltung nicht vorankommen.
Nach der Einnahme von Tripolitsa, der Hauptstadt der Peloponnes, im September sollte die Amtsperiode des Senats vereinbarungsgemäß enden, worauf vor allem Ypsilantis drängte, während die peloponnesischen Notabeln (Kotzabasiden) eine Verlängerung anstrebten. In einer Versammlung in Argos, die parallel zu der ersten Nationalversammlung bei Epidavros im Dezember 1821 zusammentrat, wurde am 15. Dezember 1821 die konstituierende Urkunde des Senats erstellt, die Elemente einer Verfassung enthielt. Ypsilantis hatte an Einfluss verloren, zumal sich inzwischen die Nachricht von der Niederlage von Alexander Ypsilantis in den Donaufürstentümern verbreitet hatte. Die Nationalversammlung akzeptierte den Senat als regionale, der Zentralregierung unterstellte Verwaltung. Der Oberbefehl über die militärischen Verbände auf der Peloponnes ging auf Theodoros Kolokotronis über.
Der Peloponnesische Senat richtete sich im Februar 1822 in Tripolitsa ein. Der Senat setzte seine Existenz (mit Palamidis als Präsident ab Februar 1822) fort, bis er von der Zweiten Nationalversammlung in Astros im April 1823 aufgelöst wurde,
ebenso wie der in Westgriechenland amtierende Senat des westlichen griechischen Festlands und der Arios Pagos, der in Salona seinen Sitz hatte und das östliche griechische Festland verwaltete.